# جن‌گیر (فرنچایز)
جن‌گیر رمانی ترسناک می‌باشد که توسط ویلیام پیتر بلتی در سال ۱۹۷۱ نوشته شده‌است و همچنین فیلمی بر اساس آن در سال ۱۹۷۳ تولید شده‌است. داستان دربارهٔ تسخیر انسان‌ها توسط پازوزو و تلاش روحانیان برای مقابله با آن می‌باشد.

## فهرست رسانه
- جن‌گیر (رمان)
- لژیون (رمان)
- جن‌گیر (سری فیلم)

پنج فیلم ترسناک بر اساس داستانی از رمان:
| فیلم                      | تاریخ اکران     |
| جن‌گیر                     | ۲۶ دسامبر ۱۹۷۳  |
| جن‌گیر ۲: مرتد             | ۱۷ ژوئن ۱۹۷۷    |
| جن‌گیر ۳                   | ۱۷ اوت ۱۹۹۰     |
| جن‌گیر (۲۰۰۰ کات دیر)      | ۲۲ سپتامبر ۲۰۰۰ |
| جن‌گیر: آغاز               | ۲۰ اوت ۲۰۰۴     |
| قلمرو: پیش‌درآمدی بر جن‌گیر | ۲ ژوئن ۲۰۰۵     |